# Ареал
Ареа́л (лат. area — площа, або ділянка, простір) — територія поширення якогось об'єкта або явища, яке не спостерігається на прилеглих територіях. Розрізняють абсолютні ареали (явище поширене на всій території ареалу), відносні ареали (явище спостерігається періодично в межах ареалу).
Початково цей термін вживали у біологічних дисциплінах: в біологічній систематиці — для позначення території поширення деякої систематичної групи організмів (виду, роду, родини і т. ін.); в екології — для позначення області поширення біологічних угрупувань або екосистем будь-якого ієрархічного рангу.
Згодом застосування терміна «ареал» поширилось і в інших науках. У географії цей термін застосовується для опису розповсюдження на Землі корисних копалин, сільськогосподарських культур, галузей промисловості, типових атмосферних явищ; в лінгвістиці вживають для позначення територій, на яких використовують слова, мови, мовні групи і т. ін.

## Екологія

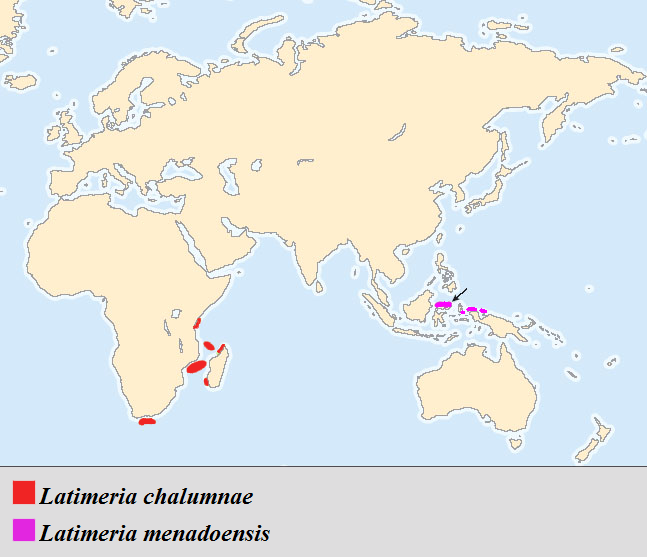
Ареали латимерій як приклад ендемічних ареалів

За розмірами і формою біологічні ареали дуже різноманітні. Як правило, вищі систематичні групи мають більші ареали. Основним поняттям біогеографії є ареал виду. Існують види, поширені на всіх материках або в усіх океанах (космополітичні), а є види, поширені лише на певній обмеженій території (ендемічні). Межі ареалу можуть змінюватись під впливом багатьох факторів. Поширення виду всередині ареалу не обов'язково буває суцільним; вид заселяє лише ті площі, де умови середовища відповідають його вимогам.
Ареали формувалися внаслідок взаємодії процесів еволюції тварин і змін середовища їх проживання в різні геологічні епохи. Тому вивчення ареалів відіграє важливу роль при з'ясуванні їх походження і палеогеографічної еволюції. Крім того, при порівнянні ареалів одних і тих же видів через невеликі відрізки часу (10-20 років) виявляється сучасна тенденція до розширення або скорочення площі, зайнятої популяціями виду. А зміни чисельності і займаній площі — чіткі показники стану виду. Отже, по ареалу неважко судити про те, що відбувається з тваринам, які цікавлять нас, в умовах антропічного впливу на природне середовище.

## Зоогеографія
В зоогеографії головним об'єктом вивчення є ареал виду, оскільки вид — основна і вихідна таксономічна категорія живих організмів. Поряд з цим повноправне вивчення як надвидових (родових, родинних і т. д.), так і підвидових ареалів. В окремих випадках, особливо при дослідженні процесу географічного видоутворення, саме підвидові ареали дають цінний науковий матеріал. Аналогічно ієрархії категорій в систематиці (вид, рід, родина, ряд, клас, тип) існує і ієрархія ареалів: ареал виду складається з підвидових ареалів, роду — з видових, родини — з родових і т. д.

### Ендемічні ареали
Ендемічні ареали обмежені по території. Їх площа може бути дуже різноманітною. Для роду, родини або ряду вона відносно велика. Австралія, Тасманія, Нова Гвінея в сукупності утворюють територію, для якої ендемічним є ряд однопрохідних (це родини єхіднових і качкодзьобів). Для виду або різновиду ендемізм може бути обмежений лише кількома квадратними кілометрами або навіть метрами. Наприклад, печерні павуки були виявлені лише в одній печері; насіннєва рослина Lisimachia minoricensis займає всього кілька квадратних метрів на острові Менорка в західній частині Середземного моря.
З еволюційної точки зору ендемізм може бути результатом двох зовсім різних процесів, які необхідно розрізняти.
- Палеоендеміки (реліктові або консервативні ендеміки) являють собою давні форми, ареал яких, спочатку дуже обширний, поступово скоротився під впливом погіршення кліматичних умов або через конкуренцію з пристосованішими видами. Такі види мають архаїчні риси, найчастіше займають відокремлене положення в класифікації організмів і витіснені в середовище, де конкуренція слабка. Умови їх виживання дуже ненадійні, і багато з них були знищені або перебувають на шляху до зникнення через інтродукцію заносних видів або втручання людини.

Материкові острови, що тривалий час перебувають в ізоляції, утворюють здебільшого території розвитку консервативного ендемізму. Хорошим прикладом цьому служать Австралія, Нова Зеландія, Гавайські острови, Мадагаскар, Канарські острови. Навпаки, для океанічних островів, які нещодавно утворилися і ніколи не були пов'язані з материком, ендемізм не характерний (Полінезія, Мальдіви).
Що ж до островів, подібних Британським, то на них можуть існувати деякі неоендеміки.
Реліктовому ендемізму сприяють також ізольовані гірські ланцюги. Гінкго, що покривало в третинному періоді всі континенти, збереглося зараз в горах внутрішнього Китаю. Секвої, які колись росли і в Європі, локалізовані в прибережній частині каліфорнійського гірського ланцюга Північної Америки.
У верхньому поясі сахарських масивів Аххагар і Тассилін-Адджер (південь Алжиру), ізольованість яких посилюється аридністю області, ендемічні відповідно 40 і 60% рослин.
- Неоендеміки, які називають молодими або прогресивними ендеміками, — недавнього і локального походження і відрізняються від батьківських форм лише деякими другорядними рисами, що дозволяє звести їх у ранг підвиду (звідси термін «мікроендеміки»). Вони належать до еволюціонуючих родів, збереженню нових форм усередині яких сприяє генетичний або географічний бар'єр. Наприклад, сиги, що живуть в озерах Британії та Центральної Європи, представлені в кожному озері різними формами. На нещодавно ізольованих Британських островах великий відсоток неоендеміків серед наземної фауни (білка, що відрізняється від континентальної форми світлішим хутром, і землерийка, також дещо відмінна від континентальної форми. Континентальні види птахів представлені на островах особливими расами (ірландська синиця, шотландський клест).

### Вікаруючі ареали
Вікаріруванням називається заміщення таксономічної одиниці близькою одиницею, що відбувається або в однакових місцях проживання двох сусідніх регіонів, або в різних середовищах існування, розташованих на одній і тій же території. У першому випадку — це хорологічне або географічне вікарування, у другому — екологічне вікарування. Приклад першого — оливкове дерево із Середземномор'я, дика форма якого заміщена у гірських масивах Сахари дуже близьким видом. Приклад другого — два види альпійських рододендронів. Один приурочений до вапнякового субстрату, а інший на ньому не зустрічається.
Ареали вікаруючих видів можуть бути повністю роз'єднані (приклад з оливками). Вони можуть бути більш-менш трансгресивними і дають тоді гібриди, часто в зоні спільного поширення (осика з Європи та Західного Сибіру і осика зі Східної Сибіру; ворони сіра і чорна з Північної Європи і Південної).
Прикладом океанічного вікарування є фауна західних і східних узбереж Панамського перешийка, ізольовані один від одного в пліоцені. Численні риби і молюски представлені парами близьких форм, кожна з яких зустрічається або в атлантичних, або в тихоокеанських прибережних водах.
Навпаки, вікарування родів і родин має реліктовий характер. Такі саговники, роди яких роз'єднані один від одного в різних тропічних областях.

### Диз'юнктивні (розірвані) ареали
На картах великого масштабу ареали часто мають переривчастий характер. На периферії ареалу можуть бути острівці меншого розміру. У цьому випадку говорять про розчленовані (фрагментовані) ареали. Якщо ж елементи ареалу сильно віддалені один від одного, то це розірваний, роз'єднаний або диз'юнктивний ареал.
Роз'єднання може торкатися будь-якої таксономічні одиниці і про причини роз'єднання було багато суперечок. Проте найчастіше роз'єднання настає через фрагментацію спочатку суцільного ареалу, яка виникає під впливом кліматичних змін або змін конфігурації суші і моря, чи конкуренції з боку нових форм.
Особливо разючі біполярні роз'єднання, коли частини ареалів ряду видів рослин розподіляються між північними і південними областями Землі без проміжних місцезнаходжень. Найчастіше це пояснюється перенесенням насіння перелітними птахами (наприклад, сивка бурокрила мігрує від Аляски до Магелланової протоки).